# 在日學徒義勇軍
在日學徒義勇軍(ざいにちがくとぎゆうぐん、ハングル: 재일학도의용군)は、朝鮮戦争に自発的に参戦した在日韓国・朝鮮人出身学徒義勇軍である。
大韓民国国軍とアメリカ軍に配属され、仁川上陸作戦から終戦時まで様々な戦闘で活躍した。

## 参戦規模
- 総参戦人員 641人
- 戦死者 52人
- 行方不明者 83人
- 日本帰還者 265人
- 本国残留者 242人

一方 在日本大韓民国民団では、福島県の日本人青年代表が血書で作成した100人余りの日本人志願者名簿を提出した 彼らの参戦は結局行われなかった。

## 参戦の戦い
仁川上陸作戦、長津湖の戦い、白馬高地の戦い ギタ ドゥンドゥン

## 参考資料
- KBS ドキュメンタリ - 在日韓国・朝鮮人青年たちの選択, 父の国
- KBS ドキュメンタリ - 63年の懐かしさ, 私の娘美代子
- KBS ドキュメンタリ - 在日學徒義勇軍 飽和の中
- KBS ドキュメンタリ - 在日學徒義勇軍